# Oakland (Automarke)

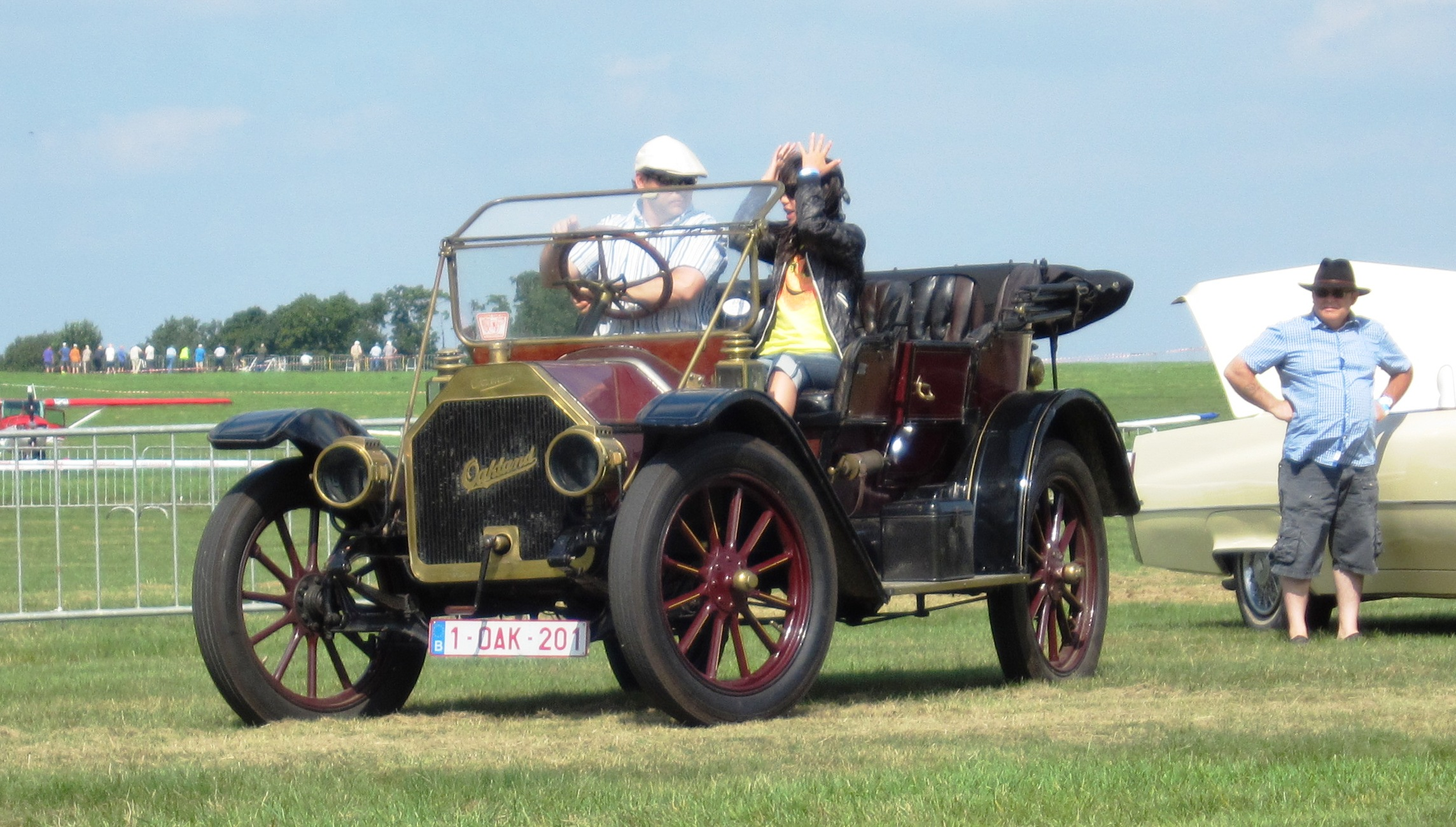
Oakland Model 40 von 1909

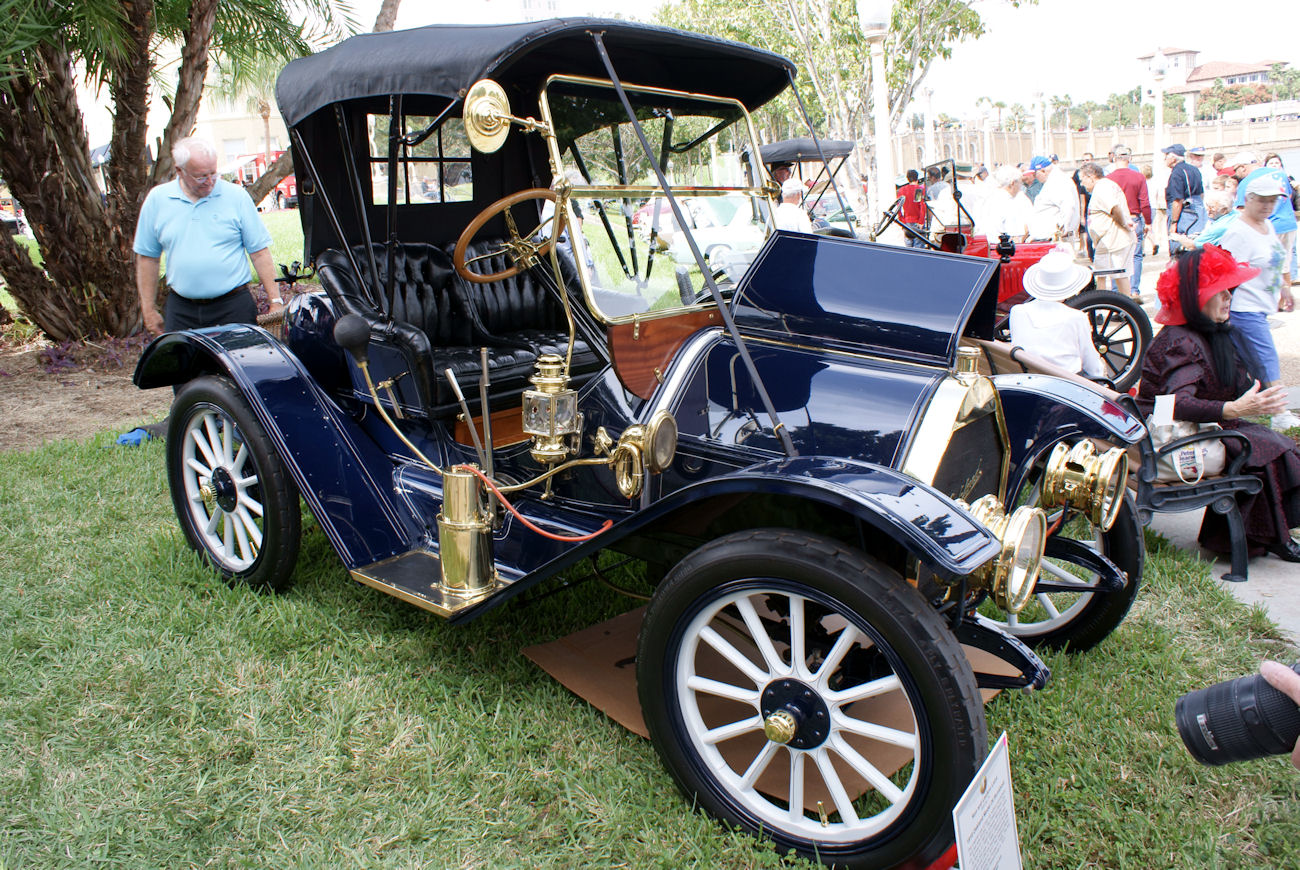
Oakland Model 24 von 1910

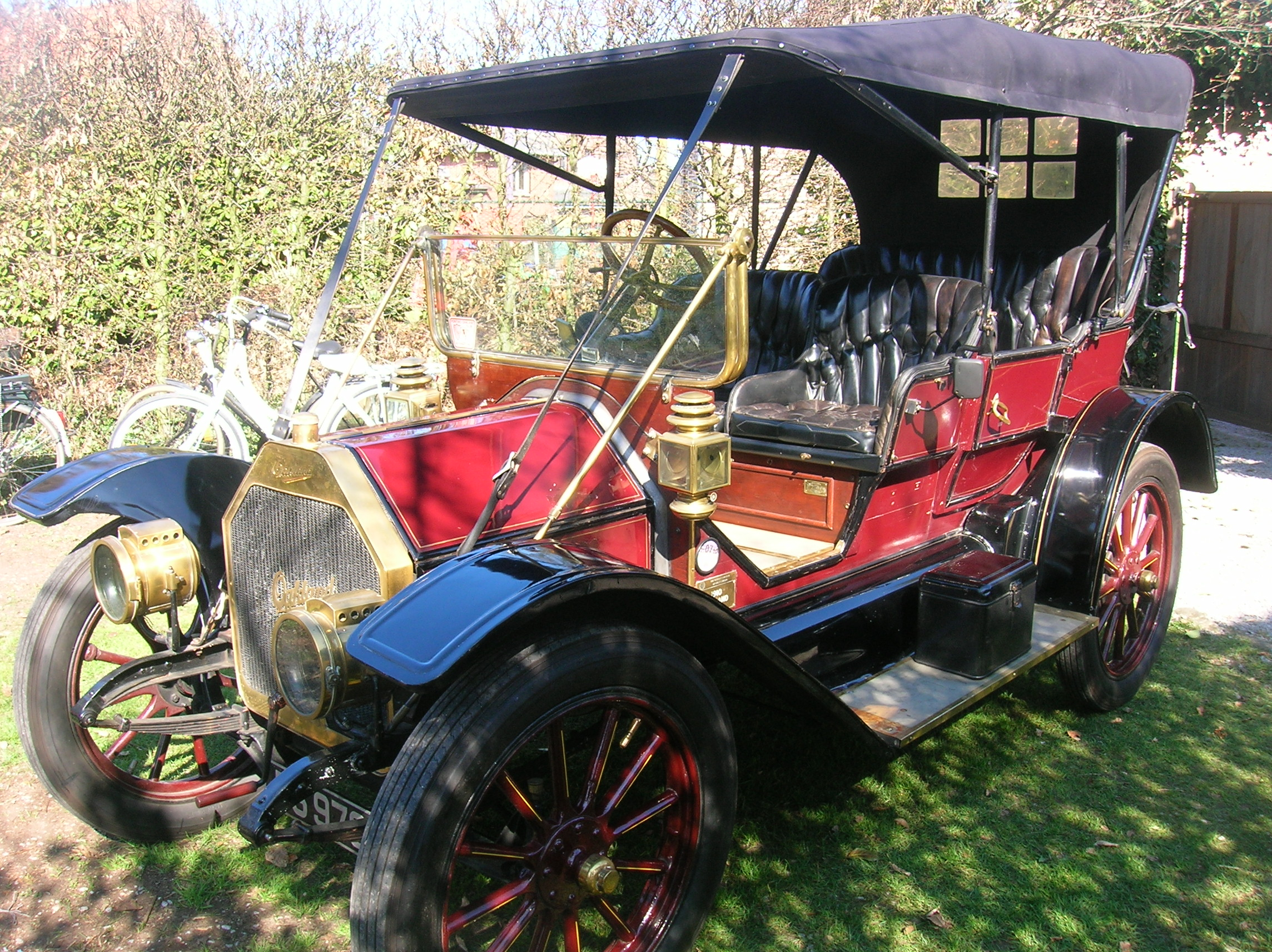
Oakland Model 25 von 1910

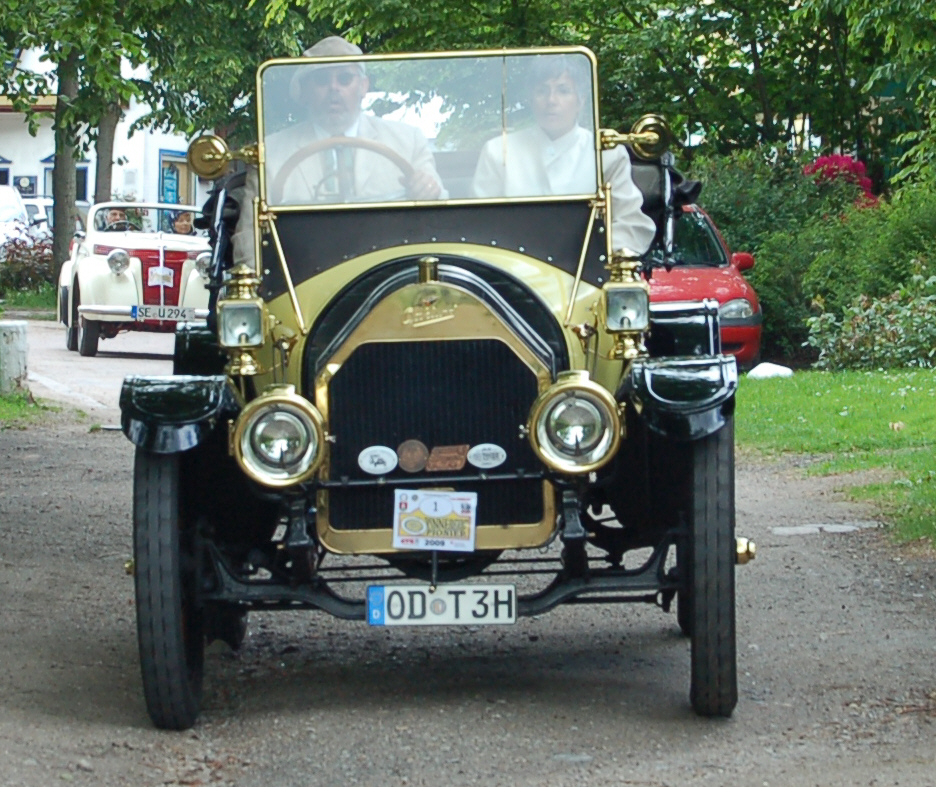
Oakland Model 33 von 1911

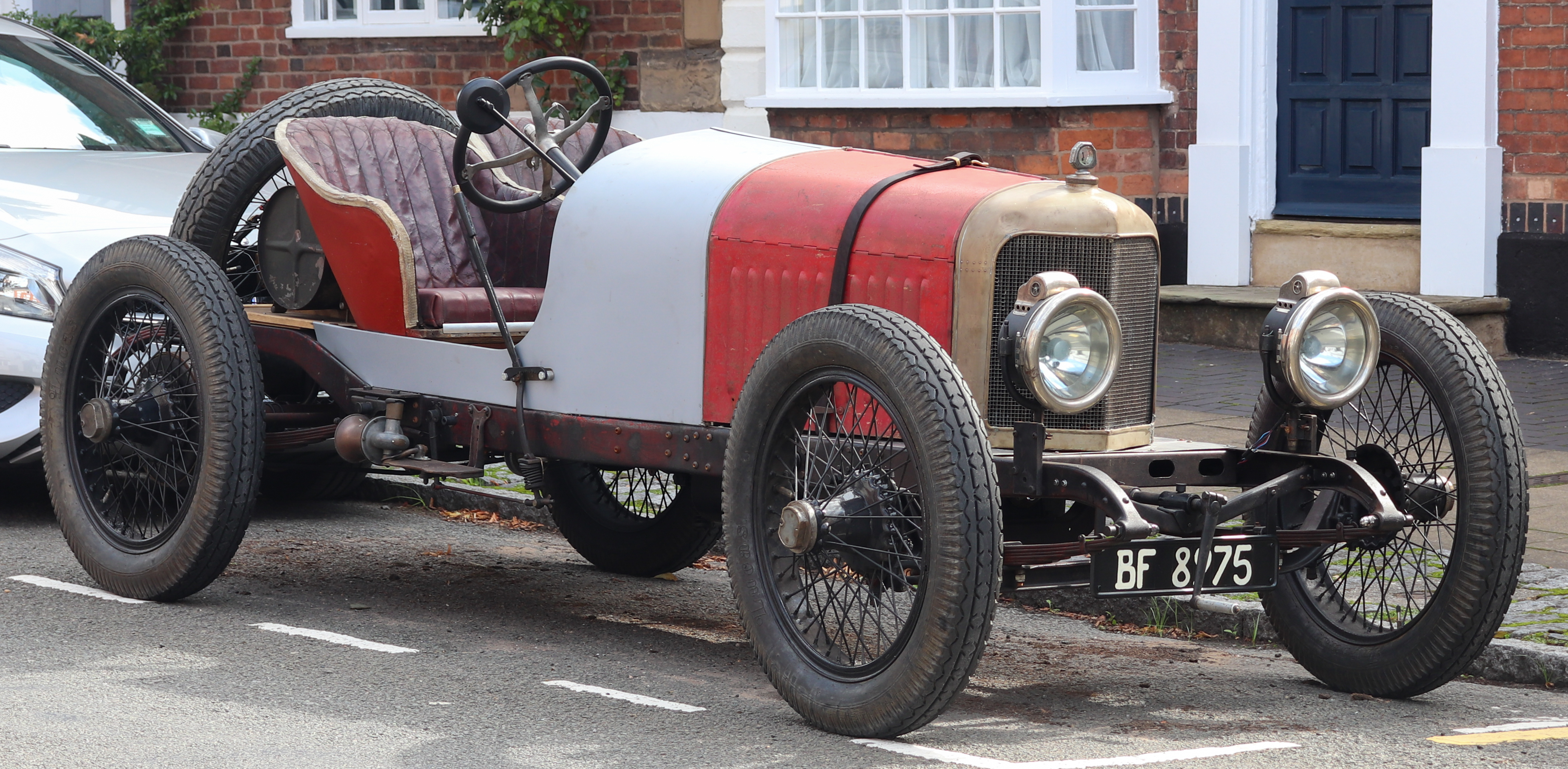
Oakland Model 37 von 1915

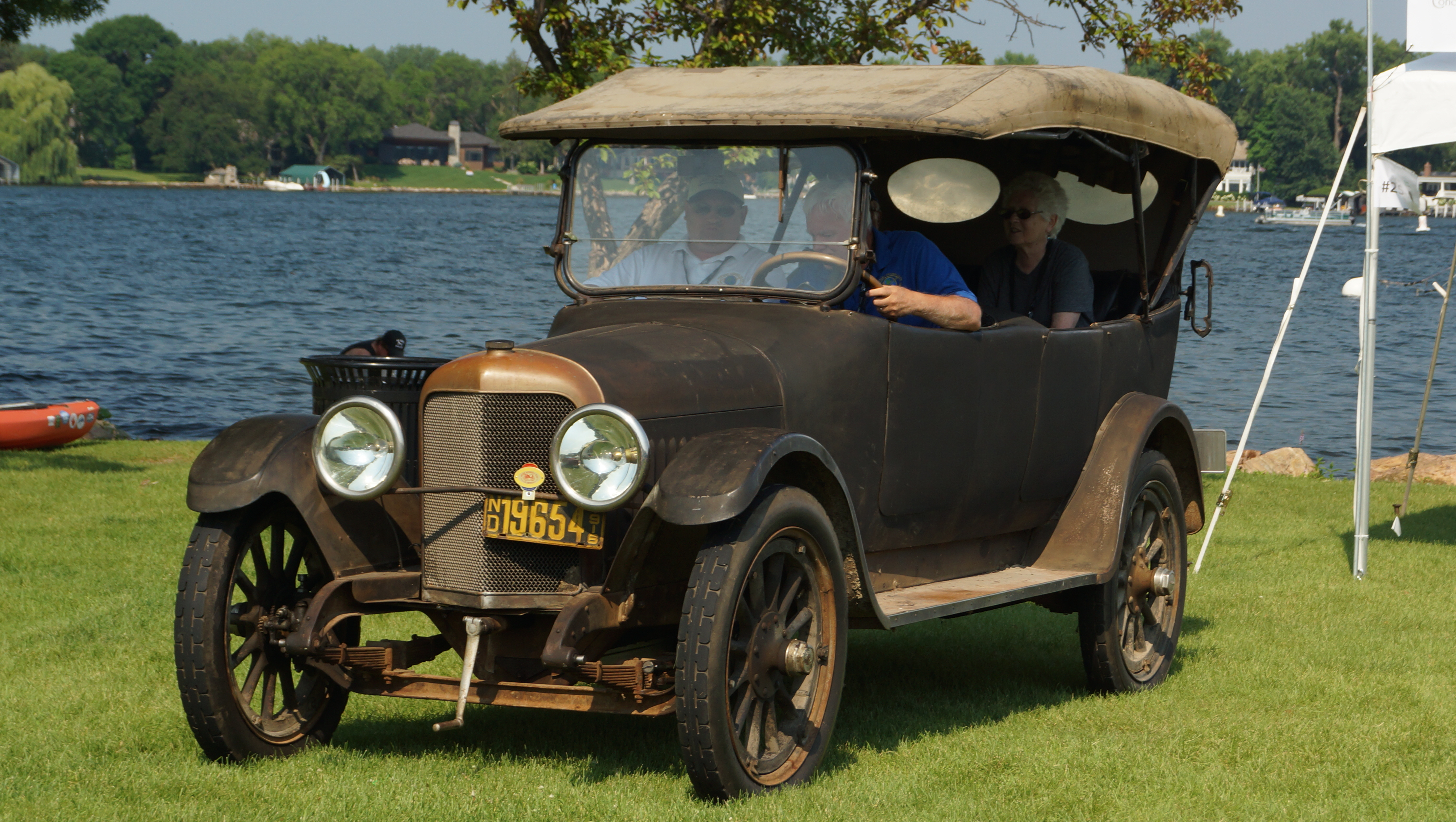
Oakland Model 50 von 1916

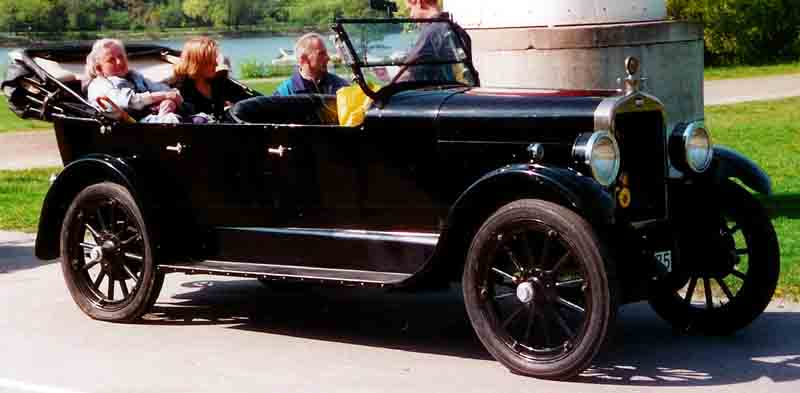
Oakland Model 6-44 von 1923

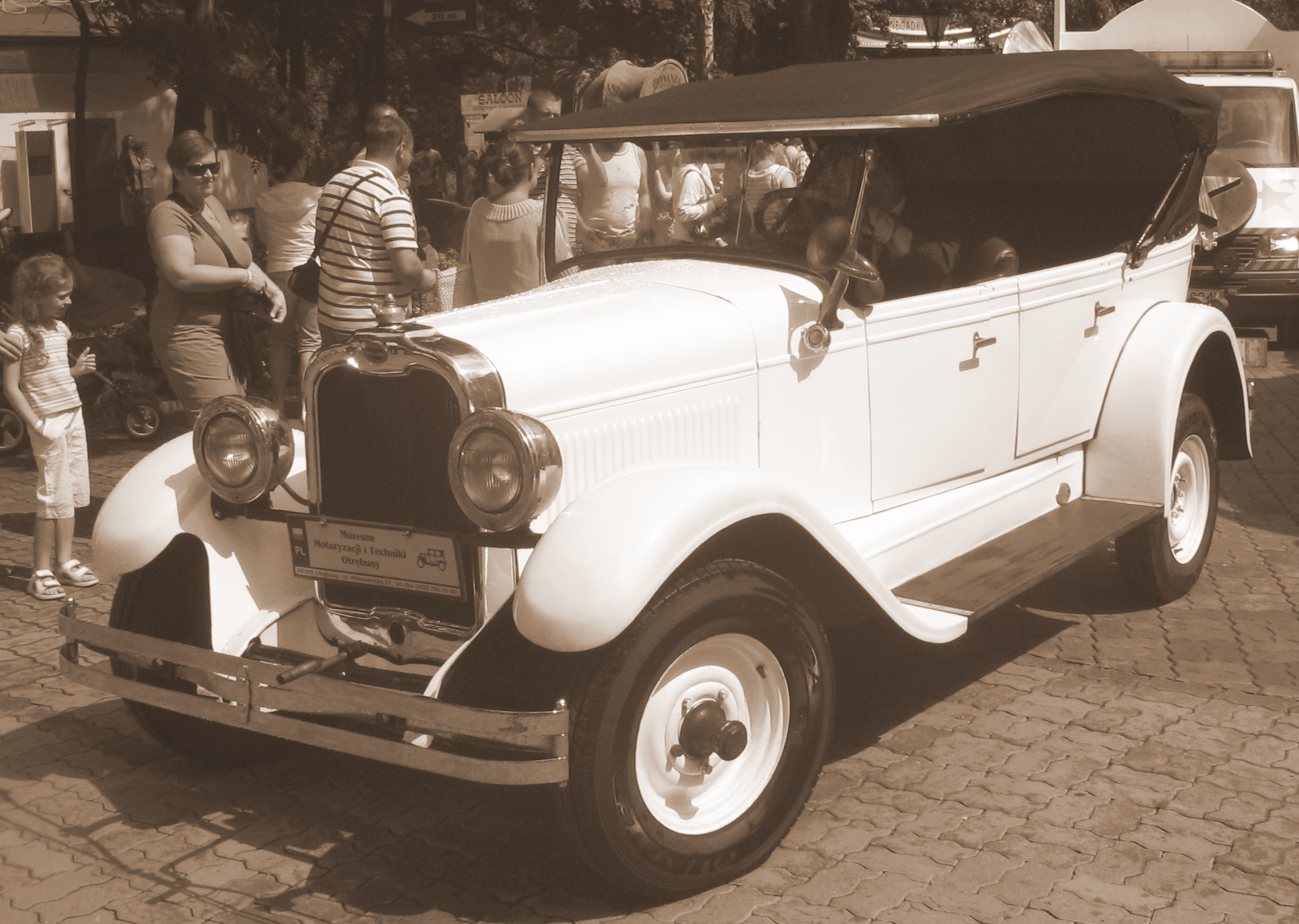
Oakland Greater Six von 1926–1927

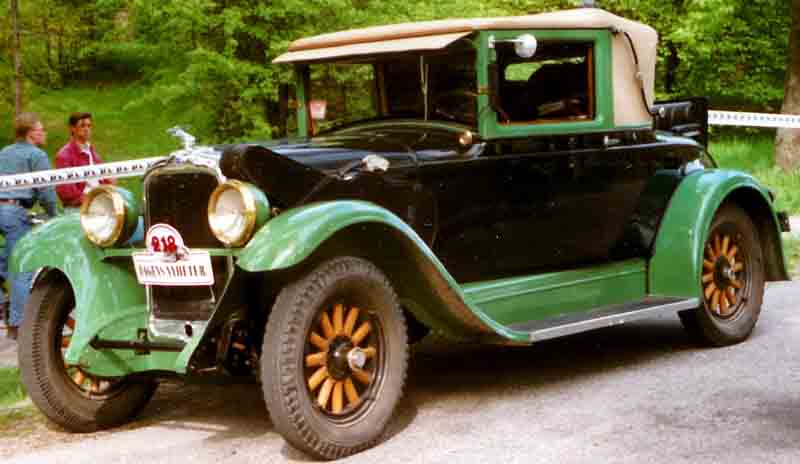
Oakland Model 212 All American von 1928

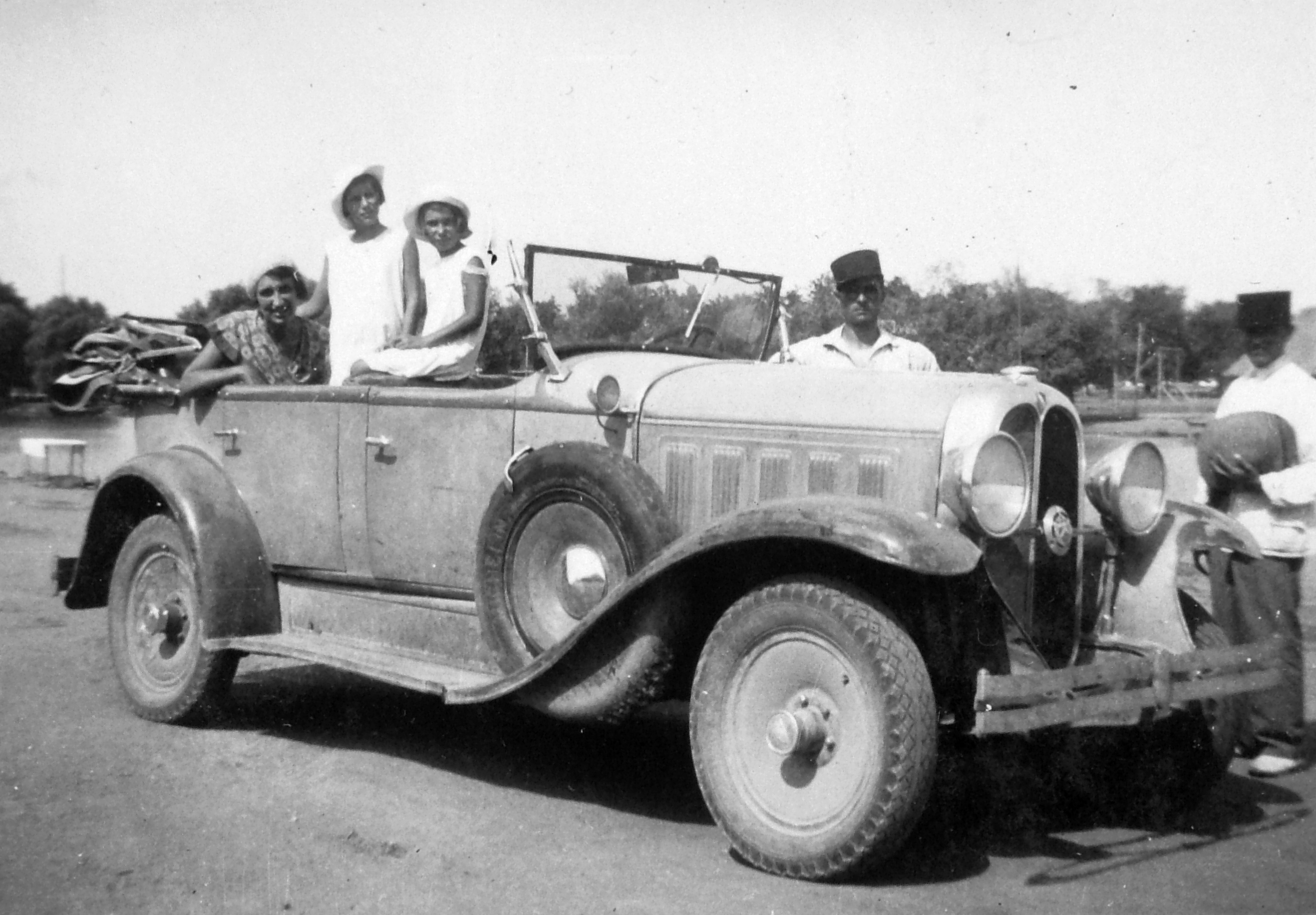
Oakland Model 212 All American von 1929

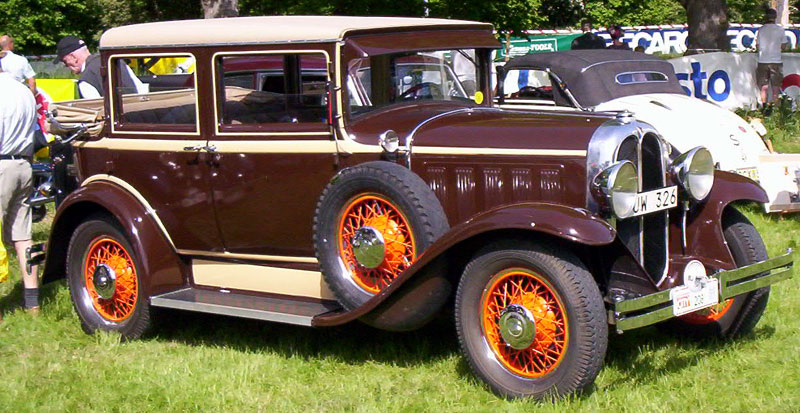
Oakland Model 212 All American von 1929

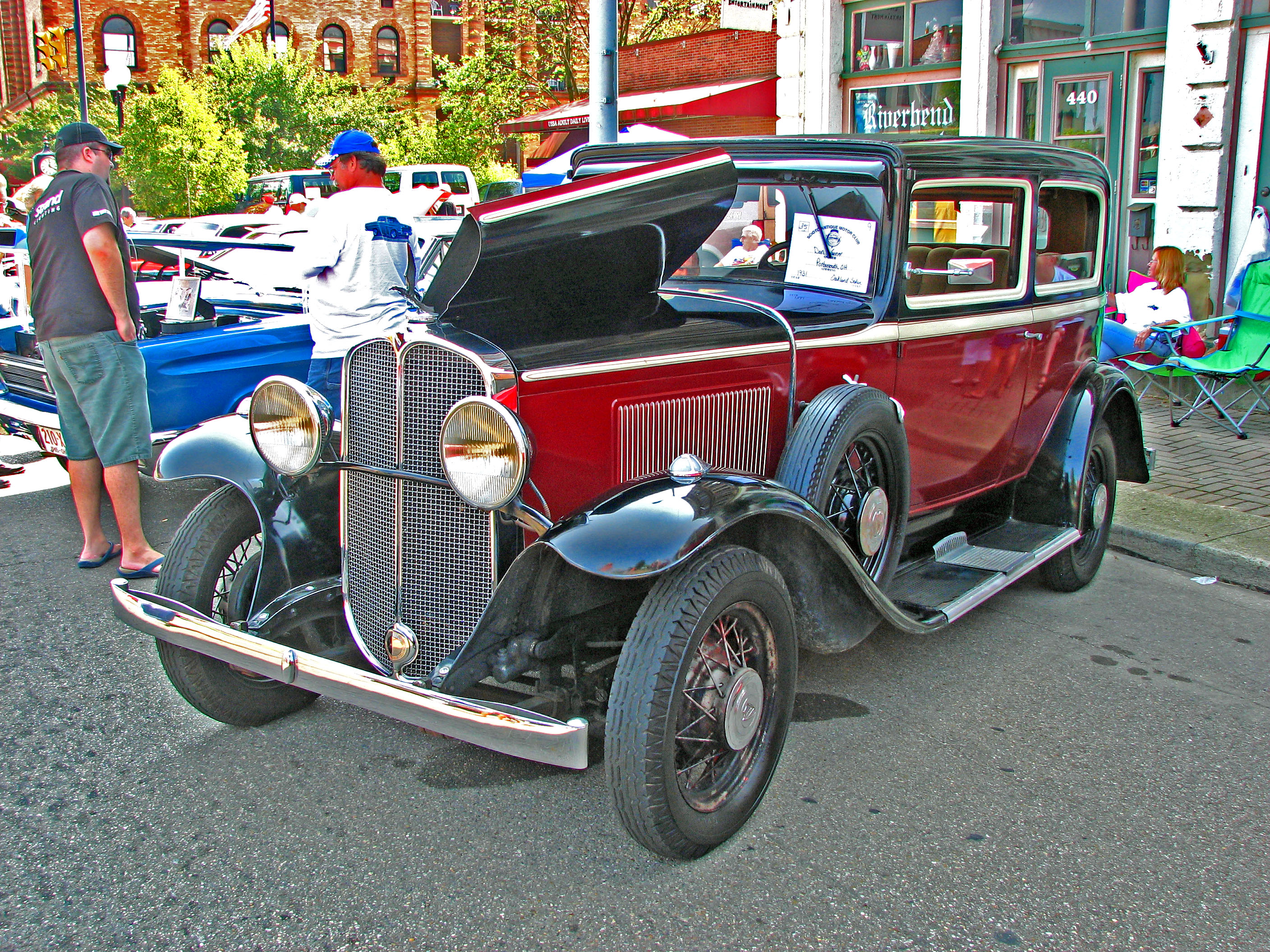
Oakland Model 101 von 1931

Oakland war eine US-amerikanische Automarke.

## Markengeschichte
Edward M. Murphy, der Eigentümer der Pontiac Buggy Company, traf 1906 Alanson P. Brush, der vorher für Cadillac gearbeitet hatte. Murphy kaufte Brush eine Konstruktion ab. Er gründete im Sommer 1907 die Oakland Motor Car Company in Pontiac in Michigan und begann unter dem Markennamen Oakland mit der Produktion von Automobilen, die Verkaufszahlen bis einschließlich 1908 waren enttäuschend.
Im April 1909 verkaufte Murphy das Unternehmen an William Durant, der es in seinem Konzern General Motors eingliederte. Das Modellangebot wurde erweitert und die Verkaufszahlen stiegen. 1926 führte General Motors die etwas billigere Marke Pontiac ein, welche zum Erfolg wurde, während Oakland an Bedeutung verlor und 1931 eingestellt wurde.

## Fahrzeuge
Von 1907 bis 1908 gab es nur das Model A. Dieser Entwurf von Brush hatte einen Zweizylindermotor mit 20 PS Leistung. Das Fahrgestell hatte 244 cm Radstand. Einzige bekannte Karosseriebauform war ein Tourenwagen. Eine andere Quelle nennt zusätzlich ein Taxi für 1908.
1909 folgte das Model 20, ebenfalls mit einem Zweizylindermotor, aber 284 cm Radstand. Außerdem erschien mit dem Model 40 das erste Fahrzeug mit einem Vierzylindermotor und dem gleichen Radstand. Eine Quelle nennt 5213 cm³ Hubraum und 40 PS Leistung.
1910 sah den Wegfall des Zweizylindermodells. Genannt werden Model 24 mit 244 cm Radstand als Roadster, Model 25 mit 254 cm Radstand als Tourenwagen, Model K mit 259 cm Radstand als Tourenwagen und Model M mit 310 cm Radstand als Roadster.
1911 kam das Model 33 mit 269 cm Radstand als Tourenwagen dazu.
1912 erschienen drei neue Modelle. Das Model 30 mit 269 cm Radstand war als fünfsitziger Tourenwagen und als Runabout erhältlich, das Model 40 mit 284 cm Radstand als fünfsitziger Tourenwagen, Coupé und Roadster und das Model 45 mit 305 cm Radstand als vier- und siebensitziger Tourenwagen und als Limousine. Eine Quelle nennt 4160 cm³ Hubraum für Model 40 und 5473 cm³ Hubraum für Model 45.
1913 entfiel das Model 30, dafür war das Model 35 neu. Es hatte 284 cm Radstand und Aufbauten als fünfsitziger Tourenwagen und als dreisitziger Roadster. Für das Model 40 ist kein plausibler Radstand bekannt. Der offene Tourenwagen bot Platz für fünf Personen. Das neue Model 42 hatte 295 cm Radstand und war als fünfsitziger Tourenwagen, dreisitziger Roadster und viersitziges Coupé erhältlich. Beim Model 45 entfielen die offenen Aufbauten, während für die Limousine sieben Sitze angegeben waren. Neu war der Greyhound 6-60 mit einem Sechszylindermotor und 330 cm Radstand. Genannt werden Tourenwagen mit vier und sieben Sitzen und Runabout. Eine Quelle nennt 6246 cm³ Hubraum. Ab 1913 kamen die Motoren oftmals von der Northway Motor and Manufacturing Company, die zu General Motors gehörte, und Karosserien von Budd.
1914 gab es das Model 35 als Roadster und fünfsitzigem Tourenwagen und das Model 36 als Cabriolet und fünfsitzigem Tourenwagen, beide mit 284 cm Radstand. Das Model 43 hatte 295 cm Radstand und Aufbauten als fünfsitziger Tourenwagen, Coupé und Limousine. Diese drei Modelle hatten Vierzylindermotoren. Model 6-48 als Sport, Roadster und Tourenwagen sowie Model 6-60 als Runabout, Roadster, Close Coupled und Tourenwagen hatten jeweils einen Sechszylindermotor und 330 cm Radstand. Eine Quelle nennt 4727 cm³ Hubraum für den 6-48 und eine Vergrößerung des Hubraums auf 7233 cm³ beim 6-60.
1915 und 1916 standen drei Modelle zur Wahl. Die Daten: Model 37 mit Vierzylindermotor, 284 cm Radstand als Tourenwagen, Roadster und Speedster, Model 49 mit Sechszylindermotor, 279 cm Radstand als Tourenwagen und Roadster sowie Model 50 mit V8-Motor, 323 cm Radstand als Tourenwagen mit sieben Sitzen. Dieser V8-Motor mit 5675 cm³ Hubraum und 71 PS Leistung kam auch in Modellen von Oldsmobile und Scripps-Booth zum Einsatz, die zum gleichen Konzern gehörten.
1917 beschränkte sich das Sortiment auf das Model 34 mit Sechszylindermotor, 284 cm Radstand und Aufbauten als Roadster, fünfsitzigem Tourenwagen, Coupé und Limousine und das unveränderte Model 50. Eine Quelle gibt an, dass der Sechszylindermotor ab 1917 OHV-Ventilsteuerung hatte.
1918 gab es nur das Model 34-B bei unverändertem Radstand. Gelistet waren Tourenwagen mit fünf Sitzen, Roadster, Roadster-Coupé, Touren-Limousine, Coupé mit vier Sitzen und Limousine.
1919 entfiel die Touren-Limousine.
1920 wurde daraus das Model 34-C. Das Roadster-Coupé wurde nicht mehr angeboten.
1921 und 1922 hatte dieses Modell 292 cm Radstand.
1923 folgte die Umbenennung in Model 6-44. Zur Wahl standen Roadster, Tourenwagen, Sport Roadster, Sport Tourenwagen, Coupé mit zwei und vier Sitzen und Limousine.
1924 und 1925 stand das Model 6-54 im Sortiment. Es hatte 287 cm Radstand. Genannt werden Tourenwagen mit fünf Sitzen, Special Tourenwagen, Roadster, Special Roadster, Coupé mit vier Sitzen, Landau-Coupé, Limousine, Landau-Limousine, Limousine mit zwei Türen und Landau-Limousine mit zwei Türen. Eine Quelle gibt an, dass aus Kostengründen wieder zu Motoren mit seitlichen Ventilen übergegangen wurde. Im gleichen Jahr wurden Vierradbremsen eingeführt.
1925 wurde der Hubraum leicht auf 3032 cm³ erhöht.
1926 und 1927 hieß das einzige Modell Greater Six, während der Radstand unverändert blieb. Gelistet waren Tourenwagen, Sport Phaeton, Sport Roadster, Limousine mit zwei Türen, Landau-Coupé, Limousine, Landau-Limousine und Roadster.
1928 stand das Model 212 All American im Sortiment. Der Radstand betrug 297 cm. Die Kunden hatten die Wahl zwischen Sport Roadster, Phaeton, Landau-Coupé, Cabriolet, Limousine mit zwei Türen, Limousine und Landau-Limousine. Eine Quelle nennt 3474 cm³ Hubraum.
1929 änderte sich das Karosserieangebot auf Sport Roadster, Sport Phaeton, Coupé, Cabriolet, Limousine mit zwei Türen, Brougham, Limousine, Special Limousine und Landau-Limousine.
1930 folgte das Model 101 mit V8-Motor und gleichem Radstand. Erhältlich waren Sport Roadster, Phaeton, Coupé, Sport Coupé, zweitürige Limousine, Limousine und Custom Limousine. Eine Quelle nennt 4113 cm³ Hubraum und 85 PS. Die Karosserien kamen von Fisher Body Co.
1931 kam ein Cabriolet dazu, während Sport Roadster und Phaeton entfielen. In diesem Jahr erhielt das Fahrzeuggetriebe Synchronringe, sodass es ab dem zweiten Gang synchronisiert war und die Bedienung erheblich erleichtert wurde.

## Modellübersicht
| Jahr      | Modell                 | Zylinder | Bohrung (mm) | Hub (mm) | Hubraum (cm³) | Leistung | Radstand (cm) | Aufbau |
| --------- | ---------------------- | -------- | ------------ | -------- | ------------- | -------- | ------------- | --- |
| 1907–1908 | Model A                | 2        | 114,300      | 127.00   | 2606          | 20.0     | 244 und 254   | Tourenwagen |
| 1909      | Model 20               | 2        | 114,300      | 127.00   | 2606          | 20.0     | 284           | |
| 1909      | Model 40               | 4        | 114,300      | 127.00   | 5212          | 40.0     | 284           | |
| 1910–1911 | Model 24               | 4        | 101,600      | 101,60   | 3295          | 30.0     | 244           | Roadster |
| 1910–1911 | Model 25               | 4        | 101,600      | 101,60   | 3295          | 30.0     | 254           | Tourenwagen |
| 1910–1911 | Model K                | 4        | 114,300      | 127.00   | 5212          | 40.0     | 259           | Tourenwagen |
| 1910–1911 | Model M                | 4        | 114,300      | 127.00   | 5212          | 40.0     | 310           | Roadster |
| 1911      | Model 33               | 4        | 101,600      | 101,60   | 3295          | 30.0     | 269           | Tourenwagen |
| 1912      | Model 30               | 4        | 101,600      | 101,60   | 3295          | 25,6     | 269           | Tourenwagen 5-sitzig, Runabout |
| 1912      | Model 40               | 4        | 104,775      | 120,65   | 4161          | 27,3     | 284           | Tourenwagen 5-sitzig, Coupé, Roadster |
| 1912      | Model 45               | 4        | 114,300      | 133,35   | 5473          | 32,4     | 305           | Tourenwagen 4-sitzig und 7-sitzig, Limousine |
| 1913      | Greyhound 6-60         | 6        | 104,775      | 120,65   | 6241          | 60.0     | 330           | Tourenwagen 4-sitzig und 7-sitzig, Runabout |
| 1913      | Model 35               | 4        | 88,900       | 127.00   | 3153          | 30.0     | 284           | Tourenwagen 5-sitzig, Roadster 3-sitzig |
| 1913      | Model 40               | 4        | 104,775      | 120,65   | 4161          | 38.0     | 284           | Tourenwagen 5-sitzig |
| 1913      | Model 42               | 4        | 104,775      | 120,65   | 4161          | 38.0     | 295           | Tourenwagen 5-sitzig, Roadster 3-sitzig, Coupé 4-sitzig |
| 1913      | Model 45               | 4        | 114,300      | 133,35   | 5473          | 45.0     | 305           | Limousine 7-sitzig |
| 1914      | Model 6-48             | 6        | 88,900       | 127.00   | 4730          | 29,4     | 330           | Sport, Roadster, Tourenwagen |
| 1914      | Model 6-60             | 6        | 107,950      | 133,35   | 7323          | 43,4     | 330           | Runabout, Roadster, Close Coupled, Tourenwagen |
| 1914      | Model 35               | 4        | 88,900       | 127.00   | 3153          | 19,6     | 284           | Roadster, Tourenwagen 5-sitzig |
| 1914      | Model 36               | 4        | 88,900       | 127.00   | 3153          | 19,6     | 284           | Tourenwagen 5-sitzig, Cabriolet |
| 1914      | Model 43               | 4        | 107,950      | 133,35   | 4882          | 28,9     | 295           | Tourenwagen 5-sitzig, Coupé, Limousine |
| 1915–1916 | Model 37               | 4        | 88,900       | 127.00   | 3153          | 19,6     | 284           | Tourenwagen, Roadster, Speedster |
| 1915–1916 | Model 49               | 6        | 88,900       | 127.00   | 4730          | 29,4     | 279 und 314   | Tourenwagen, Roadster |
| 1915–1916 | Model 50               | 8        |              |          |               |          | 323           | Tourenwagen 7-sitzig |
| 1917      | Model 34               | 6        |              |          |               |          | 284           | Roadster, Tourenwagen 5-sitzig, Coupé, Limousine |
| 1917      | Model 50               | 8        |              |          |               |          | 323           | Tourenwagen 7-sitzig |
| 1918      | Model 34-B             | 6        |              |          |               |          | 284           | Tourenwagen 5-sitzig, Roadster, Roadster-Coupé, Touren-Limousine, Coupé 4-sitzig, Limousine                                                                                   |
| 1919      | Model 34-B             | 6        |              |          |               |          | 284           | Tourenwagen 5-sitzig, Roadster, Roadster-Coupé, Coupé, Limousine |
| 1920      | Model 34-C             | 6        |              |          |               |          | 284           | Tourenwagen, Roadster, Limousine, Coupé |
| 1921–1922 | Model 34-C             | 6        |              |          |               |          | 292           | Tourenwagen, Roadster, Limousine, Coupé |
| 1923      | Model 6-44             | 6        |              |          |               |          | 292           | Roadster, Tourenwagen, Sport Roadster, Sport Tourenwagen, Coupé 2-sitzig und 4-sitzig, Limousine                                                                              |
| 1924–1925 | Model 6-54             | 6        |              |          |               |          | 287           | Tourenwagen 5-sitzig, Special Tourenwagen, Roadster, Special Roadster, Coupé 4-sitzig, Landau-Coupé, Limousine, Landau-Limousine, Limousine 2-türig, Landau-Limousine 2-türig |
| 1926–1927 | Greater Six            | 6        |              |          |               |          | 287           | Tourenwagen, Sport Phaeton, Sport Roadster, Limousine 2-türig, Landau-Coupé, Limousine, Landau-Limousine, Roadster                                                            |
| 1928      | Model 212 All American | 6        |              |          |               |          | 297           | Sport Roadster, Phaeton, Landau-Coupé, Cabriolet, Limousine 2-türig, Limousine, Landau-Limousine                                                                              |
| 1929      | Model 212 All American | 6        |              |          |               |          | 297           | Sport Roadster, Sport Phaeton, Coupé, Cabriolet, Limousine 2-türig, Brougham, Limousine, Special Limousine, Landau-Limousine                                                  |
| 1930      | Model 101              | 8        |              |          |               |          | 297           | Sport Roadster, Phaeton, Coupé, Sport Coupé, Limousine 2-türig, Limousine, Custom Limousine                                                                                   |
| 1931      | Model 101              | 8        |              |          |               |          | 297           | Coupé, Sport Coupé, Cabriolet, Limousine 2-türig, Limousine, Custom Limousine                                                                                                 |

## Stückzahlen
1908 entstanden entweder etwa 200 oder weniger als 300 Fahrzeuge. 1909 waren es 1035 Fahrzeuge und in den nächsten drei Jahren 4049, 3386 und 5838. 1912 lag Oakland nach Stückzahlen auf Platz 8 der amerikanischen Automobilindustrie. Für 1913 sind etwa 9.000 Fahrzeuge überliefert, für 1915 fast 12.000 und für 1916 etwa das Doppelte, also rund 24.000. Eine andere Quelle nennt präzise 25.675 für 1916. 1917 waren es 33.171, was erneut zu Platz 8 reichte. 1918 wurden 27.757 Fahrzeuge hergestellt und im Folgejahr 52.124.  Für 1923 sind mehr als 35.000 Fahrzeuge bekannt. 1924 waren es 37.080 Fahrzeuge. Für Model 212 All-American sind zwischen Juni 1927 und Juni 1928 über 60.000 Fahrzeuge überliefert – allerdings erreichte Pontiac mehr als 130.000 Stück. 1930 entstanden 24.443 Fahrzeuge, aber über 188.000 Pontiac. Im letzten Jahr 1931 wurden laut einer Quelle weniger als 9000 Fahrzeuge hergestellt und nur noch 12.985 verkauft.